# Shāh Ḩeydar
Shāh Ḩeydar (persiska: شاه حِيدَر, شاه حیدر) är en ort i Iran.   Den ligger i provinsen Östazarbaijan, i den nordvästra delen av landet, 500 km nordväst om huvudstaden Teheran. Shāh Ḩeydar ligger 582 meter över havet och antalet invånare är 121.
Terrängen runt Shāh Ḩeydar är huvudsakligen kuperad, men västerut är den bergig.Runt Shāh Ḩeydar är det ganska glesbefolkat, med 27 invånare per kvadratkilometer. Närmaste större samhälle är Jānān Lū, 8,0 km nordväst om Shāh Ḩeydar. Trakten runt Shāh Ḩeydar består i huvudsak av gräsmarker.